# Lumeje
Lumeje és un municipi de la província de Moxico. Té una extensió de 7.373 km² i 27.644 habitants. Comprèn la comuna de Cameia. Limita al nord amb els municipis de Dala i Muconda, a l'est amb el municipi de Luacano, al sud amb els municipis d'Alto Zambeze i Moxico, i a l'oest amb els municipis de Léua i Camanongue. El seu territori comprèn el Parc Nacional de Cameia i hi ha dos llacs, el llac Cameia i el llac Dilolo.